# Forcipomyia pallidipes
Forcipomyia pallidipes är en tvåvingeart som beskrevs av Santos Abreu 1918. Forcipomyia pallidipes ingår i släktet Forcipomyia och familjen svidknott.
Artens utbredningsområde är Kanarieöarna. Inga underarter finns listade i Catalogue of Life.